# Hans-Georg Gottfried Dittmann

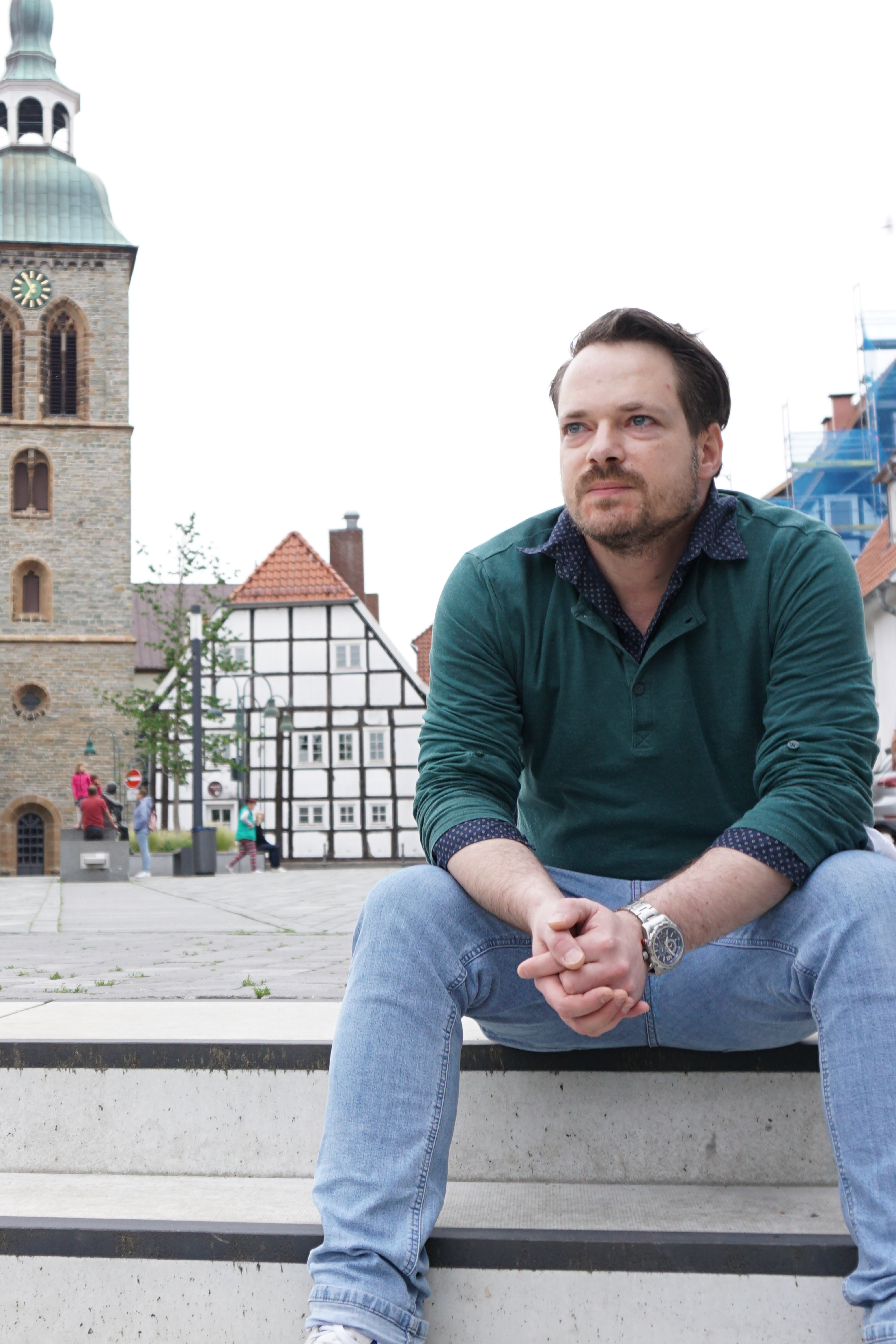
Hans-Georg Gottfried Dittmann, 2020

Hans-Georg Gottfried Dittmann (* 1. Mai 1979 in Bielefeld) ist ein deutsch-österreichischer Journalist. Er ist Träger des Theodor-Wolff-Preises.

## Leben
Dittmann wuchs in Wiedenbrück auf und legte sein Abitur am Ratsgymnasium Rheda-Wiedenbrück ab. Während dieser Zeit verbrachte er ein Austauschjahr in Bonanza, Oregon (USA). Nach Studium an der Universität Magdeburg, Universität Freiburg im Breisgau und Universität Bielefeld absolvierte er ein Volontariat beim Mindener Tageblatt. Anschließend war er dort als Redakteur angestellt. Von August 2020 bis Februar 2021 war er stellvertretender Chefredakteur des Iserlohner Kreisanzeigers und Zeitung. Anschließend arbeitete Dittmann als Reporter für die Lüdenscheider Nachrichten. Im Februar 2022 wurde er Redakteur bei der Dithmarscher Landeszeitung. Seit März 2024 arbeitet er für die Ruhr Nachrichten in Lünen.

## Theodor-Wolff-Preis
2020 wurde Dittmann für seinen Kommentar Rückruf mit dem Theodor-Wolff-Preis (TWP) ausgezeichnet, der im Januar 2019 im Mindener Tageblatt erschienen war. „In einem der kürzesten Texte, die je für den TWP nominiert wurden, macht sich der Autor ‚als Intervention originell und auf den Punkt‘ Gedanken über sein Heimatdorf und die Alten, die vereinsamt zurückbleiben, wenn die Jungen in die Stadt fortziehen.“ Inspiriert zu dem Kommentar wurde Dittmann durch den Bericht über die Bürgerversammlung in Frille.